# Município de Venice (condado de Seneca, Ohio)
O município de Venice (em inglês: Venice Township) é um município localizado no condado de Seneca no estado estadounidense de Ohio. No ano de 2010 tinha uma população de 1.758 habitantes e uma densidade populacional de 17,12 pessoas por km².

## Geografia
O município de Venice encontra-se localizado nas coordenadas 41° 01′ 47″ N, 82° 53′ 26″ O. Segundo a Departamento do Censo dos Estados Unidos, o município tem uma superfície total de 102.66 km², da qual 102,64 km² correspondem a terra firme e (0,02 %) 0,02 km² é água.

## Demografia
Segundo o censo de 2010, tinha 1.758 habitantes residindo no município de Venice. A densidade populacional era de 17,12 hab./km². Dos 1.758 habitantes, o município de Venice estava composto pelo 97,1 % brancos, o 0,46 % eram afroamericanos, o 0,17 % eram amerindios, o 0,23 % eram de outras raças e o 2,05 % eram de uma mistura de raças. Do total da população o 1,25 % eram hispanos ou latinos de qualquer raça.